# Aceh (etnia)
La etnia achenense o aceh  o acheh es uno de los principales grupos sociales de la isla de Sumatra, al noroeste de Indonesia.
En el siglo XIII los acehneses fueron las primeras personas del archipiélago en adoptar el Islam. Después de expulsar a los portugueses en el siglo XVII, el sultanato de Aceh fue el dominante del norte de Sumatra hasta que fue conquistado por los holandeses en 1904. El área ancestral Aceh es desde 1947 parte de la república de Indonesia, siendo el territorio acehnense un distrito especial, el ya mencionado Aceh en donde aún tienen cierta preponderancia la cual ha implicado e implica tendencias independentistas que se han hecho notables a inicios de siglo XXI.
El sistema de filiación parental acehnense es doble: materno (= matrilineal) y paterno (= patrilineal). Las mujeres gozan de una elevada posición social y no usan velos. El número de integrantes de esta etnia ronda (censo 2016) entre los 3,526 y 4,2 millones.